# Aguas Blancas, Mexiko
Aguas Blancas är en ort i Mexiko.   Den ligger i kommunen Zimapán och delstaten Hidalgo, i den sydöstra delen av landet, 140 km norr om huvudstaden Mexico City. Aguas Blancas ligger 1 945 meter över havet och antalet invånare är 287.
Terrängen runt Aguas Blancas är kuperad. Runt Aguas Blancas är det ganska glesbefolkat, med 39 invånare per kvadratkilometer. Närmaste större samhälle är Zimapan, 9,5 km norr om Aguas Blancas. Trakten runt Aguas Blancas består i huvudsak av gräsmarker.